# A cappella
A cappella (lat. „kapelno”, na crkveni način), način je pjevanja bez pratnje glazbala kojim se vokalno glazbeno djelo, solističko, komorno ili zborsko, jednoglasno ili višeglasno, izvodi jedino upotrebom ljudskog glasa. Uvelike je zastupljeno u narodnoj (folklornoj), komornoj, kao i u crkvenoj glazbi, napose u vidu gregorijanskog napjeva. U popularnoj glazbi čest je izvedben način gospela, negro spirituala i još nekih pjevačkih žanrova.
U hrvatskoj su narodnoj glazbi najpoznatije dalmatinsko klapsko pjevanje, istarsko dvoglasno pjevanje, ganga, rera, ojkanje i međimurska popevka.
U Katoličkoj i Pravoslavnoj Crkvi, islamu i budizmu jednoglasni a capella napjevi sastavni su dio bogoslužja, najčešće u obliku zapjeva predvoditelja bogoslužja i odgovora vjernika.